# Antoine Aloni
Pour les articles homonymes, voir Aloni.
Antoine Aloni est un footballeur franco-italien né le 9 décembre 1929 à Stradella en Italie et mort le 1er mars 2003 à Saint-Benoît-la-Forêt (Indre-et-Loire). Il évoluait au poste de milieu défensif.

## Carrière
Il fait ses débuts à l'AS Saint-Dizier.
Entre 1953 et 1955, il joue au RC Paris. Il signe ensuite au FC Rouen, en D2, où il joue trente matchs, marquant deux buts, avant de revenir au RCP en 1956, où il ne joue que cinq matchs, pour un but.
Prêté au RC Strasbourg, il y joue 19 matchs en Division 2 et marque un but. Il part ensuite jouer la saison 1958-1959 au FC Metz, également en Division 2. En Lorraine, il joue 17 matchs et marque deux buts.
Il termine sa carrière au CA Paris, en D2 également.

## Statistiques
| Saison                | Club                  | Championnat           | Championnat | Championnat | Coupe(s) nationale(s) | Coupe(s) nationale(s) | Total | Total |
| Saison                | Club                  | Division              | M.          | B.          | M.                    | B.                    | M.    | B.    |
| 1953-1954             | RC Paris              | Division 2            | 3           | 0           | 1                     | 0                     | 4     | 0     |
| 1954-1955             | RC Paris              | Division 1            | 0           | 0           | -                     | -                     | 0     | 0     |
| 1955-1956             | FC Rouen              | Division 2            | 30          | 2           | 2                     | 2                     | 32    | 4     |
| 1956-1957             | RC Paris              | Division 1            | 5           | 1           | 1                     | 0                     | 6     | 1     |
| 1957-1958             | RC Strasbourg (prêt)  | Division 2            | 19          | 1           | 4                     | 0                     | 23    | 1     |
| 1958-1959             | FC Metz               | Division 2            | 17          | 2           | 5                     | 0                     | 22    | 2     |
| 1959-1960             | CA Paris              | Division 2            | 23          | 1           | 1                     | 0                     | 24    | 1     |
| Total sur la carrière | Total sur la carrière | Total sur la carrière | 97          | 7           | 14                    | 2                     | 111   | 9     |